# 大富日赖
大富日赖（法語：Grand-Fougeray，法語發音：[gʁɑ̃ fuʒʁɛ]）是法国伊勒-维莱讷省的一个市镇，位于该省南部，属于勒东区。

## 地名
“Fougeray”的意思是长有蕨类植物的地方，参见法语的（蕨），来自拉丁语的（蕨）。

## 地理
大富日赖（47°43'23"N, 1°43'59"W）面积55.42 平方千米，位于法国布列塔尼大區伊勒-维莱讷省，该省份为法国西北部沿海省份，位于布列塔尼半岛东部，北濒大西洋，西接阿摩尔滨海省和莫尔比昂省，南至大西洋卢瓦尔省，西南端接曼恩-卢瓦尔省，东临马耶讷省，东北与芒什省接壤。
与大富日赖接壤的市镇（或旧市镇、城区）包括：拉多米讷莱、拉诺埃布朗什、维莱讷河畔圣安娜、代尔瓦勒、穆艾、皮耶里克。
大富日赖的时区为UTC+01:00、UTC+02:00（夏令时）。

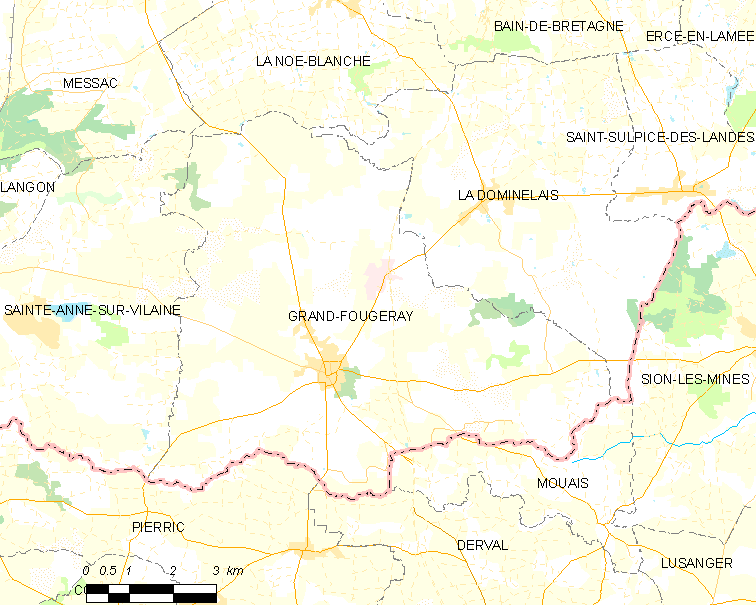
大富日赖的OSM定位图

## 行政
大富日赖的邮政编码为35390，INSEE市镇编码为35124。

## 政治
大富日赖所属的省级选区为布列塔尼地区班县。

## 人口

1962-2008年间大富日赖人口变化图示

大富日赖于2022年1月1日时的人口数量为2523人。